# Екатериновка (Нижнегорский район)
Екатериновка (укр. Екатеринівка, крымскотат. Yekaterinovka, Екатериновка) — исчезнувшее село в Нижнегорском районе Республики Крым (согласно административно-территориальному делению Украины — Автономной Республики Крым). на юге района, у границы с Красногвардейским, примерно в 1 км к северу от современного села Дрофино.

## История
Впервые в исторических документах встречается в Статистическом справочнике Таврической губернии. Ч.II-я. Статистический очерк, выпуск шестой Симферопольский уезд, 1915 год, как хутор Екатериновка Я. П. Бирнбаума Табулдинской волости Симферопольского уезда в 2 двора (1 двор с землёй, 1 — безземельный) с немецким населением в количестве 17 человек приписных жителей и 17 — «посторонних», из которых 20 мужчин и 14 женщин. При хуторе числилось 252 десятины удобной земли. В хозяйстве имелось 3 лошади, 10 волов, 8 коров и 24 головы мелкого скота.
При Советской власти, по постановлению Крымревкома № 206 «Об изменении административных границ» от 8 января 1921 года была упразднена волостная система и село вошло в состав Карасубазарского района Карасубазарского уезда, а в 1922 году уезды получили название округов. 11 октября 1923 года, согласно постановлению ВЦИК, в административное деление Крымской АССР были внесены изменения, в результате которых основной административной единицей стал Карасубазарский район и село включили в его состав. Согласно Списку населённых пунктов Крымской АССР по Всесоюзной переписи 17 декабря 1926 года на хуторе Екатериновка, Ново-Царицынского сельсовета Карасубазарского района, числилось 9 дворов, все крестьянские, население составляло 42 человека, из них 21 болгарин, 17 русских, 3 грека и 1 украинец. Постановлением ВЦИК «О реорганизации сети районов Крымской АССР» от 30 октября 1930 года был создан Сейтлерский район (по другим сведениям 15 сентября 1931 года) и село включили в его состав. В дальнейшем в исторических документах не встречается.